# Canicide
Le canicide est l'exécution systématique des chiens errants dans le but de les éradiquer. C'est un mode de régulation ordinaire de la population canine dans les villes occidentales aux XIXe et XXe siècles, qui se développe à partir de la fin du XVIIIe siècle.
À partir du milieu du XVIIIe siècle, de grands massacres de chiens errants sont organisés dans les rues de nombreuses villes de France, d'Espagne ou à Mexico. Au XIXe siècle apparaissent, dans des grandes villes comme Paris, Lyon ou New York, des fourrières où sont acheminés et abattus les chiens ramassés dans les rues. À Constantinople, en 1910, ils sont raflés et abandonnés sur une île déserte de la mer de Marmara. Cette politique s'inscrit dans un contexte hygiéniste, notamment de lutte contre la rage.

## Histoire

### Massacres dans les rues
À partir de la fin du XVIIIe siècle, les canicides sont pratiqués dans les villes occidentales, en utilisant des techniques diverses : bâton, noyade, poison, électrocution, gazage, dont l'objectif est toujours le même : éradiquer les chiens libres, qualifiés de chiens errants, et, en conséquence, rattacher tous les chiens à un maître.
En français, on parle au XVIIIe siècle de tuerie ou de massacre. Le mot canicide est utilisé à partir du Second Empire. Au début du XXe siècle, le directeur de l'Institut Pasteur de Constantinople invente le mot décanisation, sur le modèle de la dératisation. À partir des années 2000, le canicide, jusque-là ignoré, est devenu un objet historiographique à part entière, « à la croisée de l'histoire environnementale, de l'histoire des rationalités gouvernementales, de l'histoire politique des massacres et d'une histoire des sensibilités ».
La régulation des chiens de rue est ancienne. Ainsi, dans les villes de Flandre et d'Artois, à la fin du Moyen Âge, des tuekiens vont de ville en ville pour tuer les chiens. Toutefois, c'est à partir du milieu du XVIIIe siècle que des politiques à grande échelle de massacre systématique des chiens errants sont menées dans les villes occidentales. Dans beaucoup de grandes villes de France et d'Espagne, les chiens errants sont abattus sur place au bâton ferré ou empoisonnés,. À Mexico plus de 34 000 chiens sont tués, d'abord en 1790-1793 par ordre du vice-roi Revillagigedo puis en 1798-1801 par ordre de son successeur le marquis de Branciforte,. Ces opérations ne sont pas très efficaces à moyen terme, parce que les animaux s'adaptent en se cachant et parce que certains habitants du voisinage les protègent. Quand les massacres s'arrêtent, les survivants se reproduisent et la population canine croît à nouveau.

### Fourrières

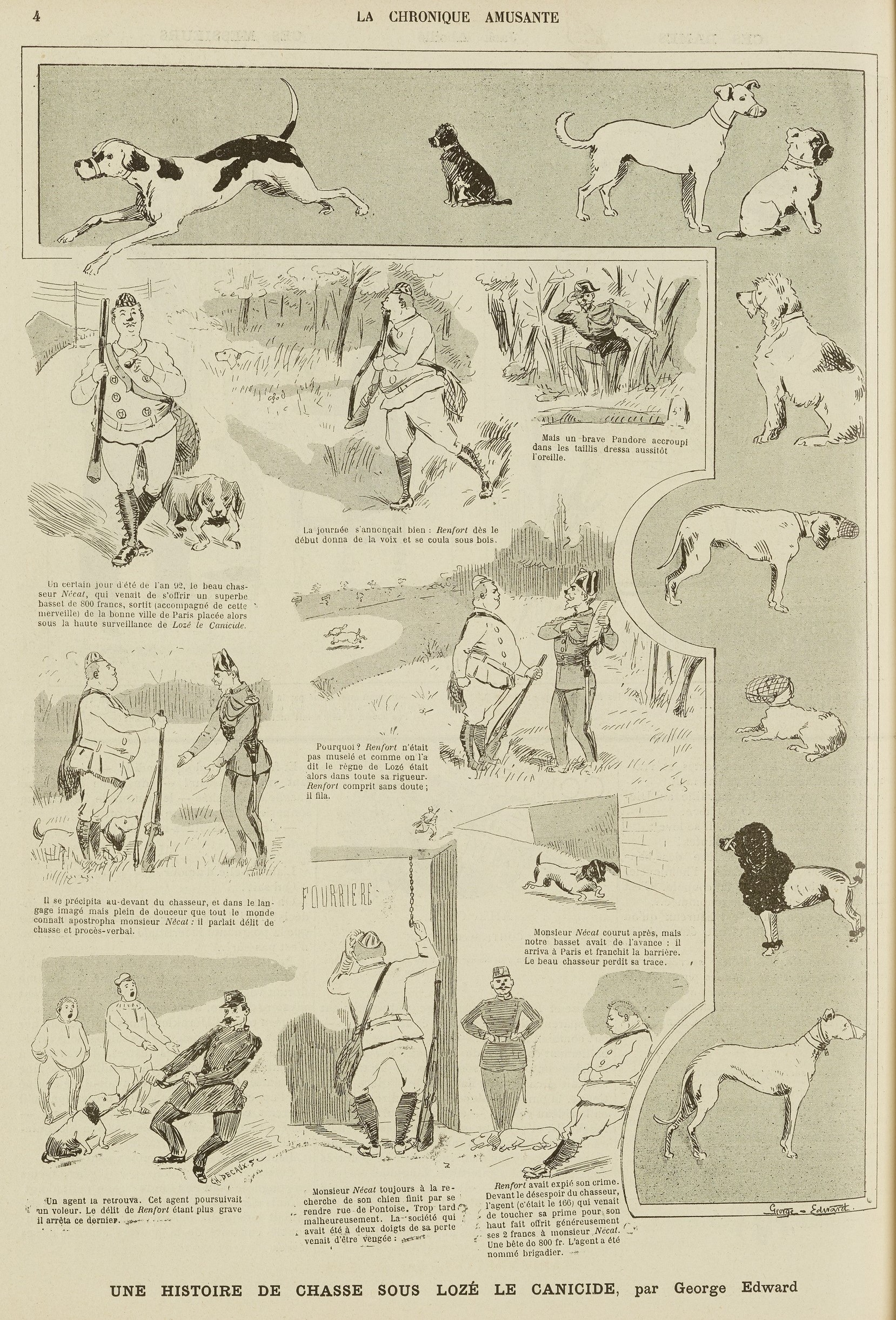
George Edward, Une histoire de chasse sous Lozé le canicide, La Chronique amusante, 13 octobre 1892.

Au XIXe siècle, beaucoup de chiens domestiques sont encore violemment tués par leurs maîtres s'ils tombent malades ou deviennent inutiles à leurs yeux. Dans ce contexte, les épidémies de rage inquiètent et justifient aux yeux des autorités de se débarrasser des chiens errants,,. C'est au nom de la lutte contre la rage que le préfet de police de Paris Henri Lozé, en fonction de 1888 à 1893, prend des mesures de lutte contre les chiens errants qui le font surnommer le préfet canicide,.
Les municipalités créent des fourrières, qui permettent d'éloigner les exécutions des yeux du public. Après un délai de quelques jours pour permettre à leur éventuels maîtres de les récupérer, les chiens capturés sans collier sont tués, étranglés ou abattus à la masse,. À Paris, dans la fourrière installée rue de Pontoise, 13 000 chiens sont tués en 1888, plus de 25 000 en 1892. À Lyon comme à Paris, c'est plus de 80 % des chiens trouvés qui sont ainsi abattus. Les cadavres sont jetés ou leurs peaux sont utilisées pour la ganterie. À New York, la fourrière est au bord de l'Hudson, dans lequel les chiens sont noyés dans des cages. 
Les canicides sont souvent condamnés par une partie de la population, qui voit dans les tueurs des hommes sans cœur, tandis que les autorités accusent leurs détracteurs de sentimentalisme déplacé, sans égard pour les nécessités de l'hygiène publique. En France, les dernières campagnes de décanisation ont lieu en Guadeloupe dans les années 1980.

### Abandon

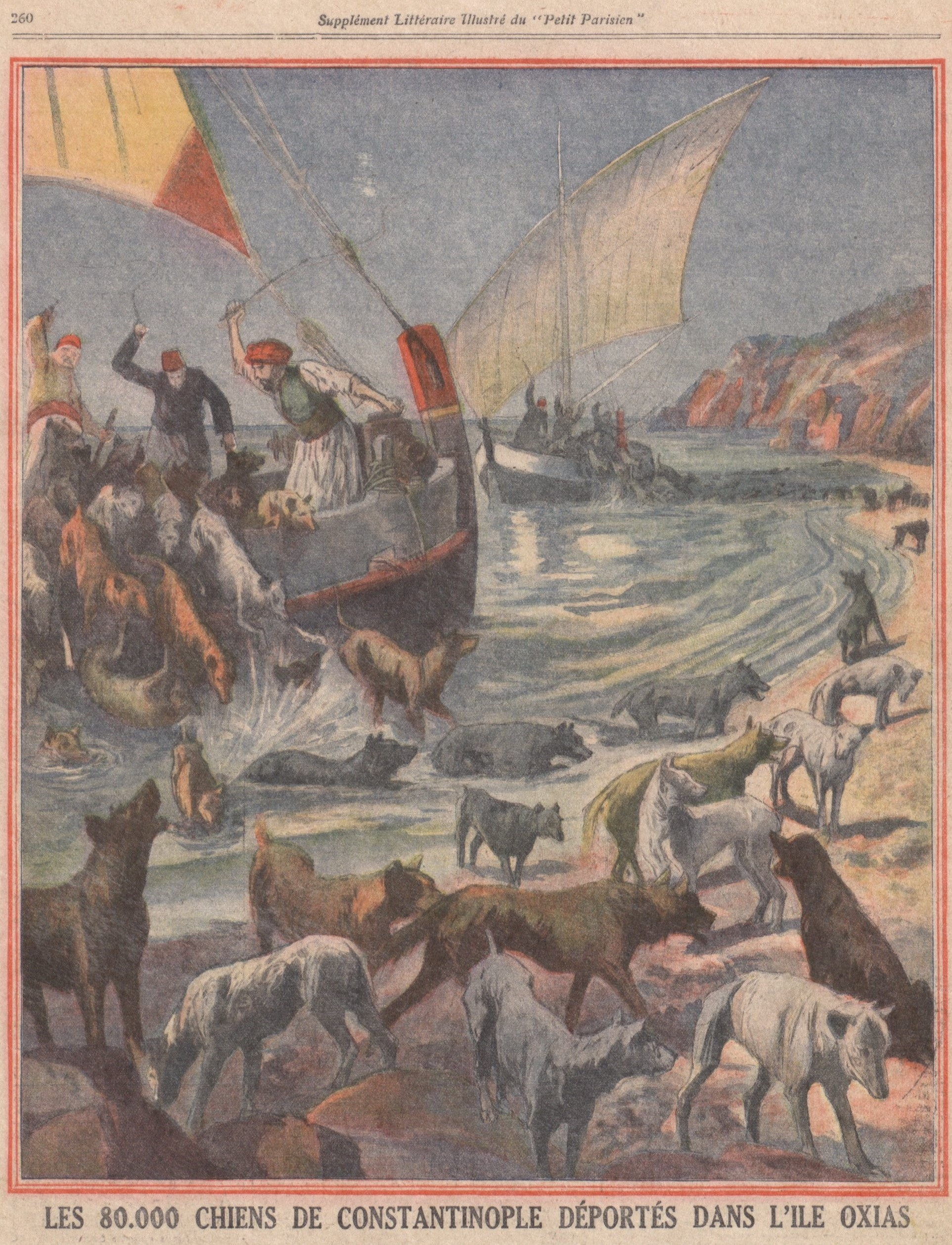
Les chiens abandonnés sur l'île de Sivriada. Le Petit Parisien, 7 août 1910.

À Constantinople, au XIXe siècle, les chiens sont très nombreux, mais sont tolérés par la population. En 1910, sur une décision du gouvernement Jeune-Turc, plus de 60 000 chiens sont raflés et abandonnés sans nourriture sur une île déserte de la mer de Marmara, l'île de Sivriada, alors appelée Oxia. Dans certains quartiers, des hommes s'opposent à ces ramassages. Sur l'île, les chiens se dévorent les uns les autres et meurent progressivement,. 
Après cet épisode unique, le maire installe des fourrières. Cet événement est évoqué par Yachar Kemal dans son livre Regarde donc l’Euphrate charrier le sang. Un court métrage français de Serge Avédikian, Chienne d'histoire, dépeint ce canicide, comme métaphore du génocide arménien,.

### Politiques urbaines
Les canicides systématiques s'inscrivent généralement dans un contexte de nettoiement des villes et de rationalisation du ramassage des ordures ménagères. La suppression des chiens errants nécessite une vigilance et une organisation permanentes, mais permet la croissance des populations de rats, de corbeaux et de pigeons, qui sont à leur tour objet de politiques de destruction. Les crises majeures, comme les guerres ou les épidémies, ont souvent pour conséquence la multiplication des chiens errants, abandonnés, dans les rues. 
Au début du XXIe siècle, des rafles de chiens errants ont lieu dans de grandes métropoles de pays émergents, comme en Inde, au Brésil, au Mexique ou sous des régimes autoritaires comme Cuba, la Turquie ou la Russie juste avant les Jeux olympiques de Sotchi.